# بنجامين بويد
بنجامين بويد (بالإنجليزية: Benjamin Boyd)‏ هو رائد أعمال وتاجر أسهم وسياسي بريطاني وأسترالي (وحمل سابقاً جنسية المملكة المتحدة لبريطانيا العظمى وأيرلندا)، ولد في 21 أغسطس 1803 في المملكة المتحدة، وتوفي في 15 أكتوبر 1851 في هونيارا في جزر سليمان. انتخب عضو المجلس التشريعي نيو ساوث ويلز.